# Golden Shower of Hits
Golden Shower of Hits is het derde album van de Amerikaanse hardcore punk-band Circle Jerks. Het is in 1983 uitgegeven door Allegiance Records en is daarmee de eerste uitgave van de band op dit label.

## Tracklist
1. "In Your Eyes" - 0:41 (Keith Morris, Greg Hetson, Roger Rogerson, Lucky Lehrer)
2. "Parade of the Horribles" - 1:28 (Greg Hetson, Lucky Lehrer)
3. "Under the Gun" - 2:57 (Greg Hetson, Keith Morris)
4. "When the Shit Hits the Fan" - 2:34 (Greg Hetson, Keith Morris)
5. "Bad Words" - 1:44 (Keith Morris, Roger Rogerson)
6. "Red Blanket Room" - 1:31 (Keith Morris, Greg Hetson, Roger Rogerson, Lucky Lehrer)
7. "High Price on Our Heads" - 2:51 (Roger Rogerson)
8. "Coup D'Etat" - 1:59 (Greg Hetson, Keith Morris)
9. "Product of My Environment" 1:47 (Keith Morris, Roger Rogerson)
10. "Rats of Reality" - 3:19 (Greg Hetson, Roger Rogerson)
11. "Junk Mail" - 1:21 (Greg Hetson, Roger Rogerson)
12. "Golden Shower of Hits (Jerks on 45)" - 5:12 (Tandyn Almer, Paul Anka, Burt Bacharach, Danoff, Hal David, Howard Greenfield, Putman, Neil Sedaka)

Noot: tussen haakjes staan de componisten.
Keith Morris · Greg Hetson · Zander Schloss · Keith Fitzgerald
Oud-leden: Roger Rogerson · Lucky Lehrer · Chuck Biscuits · Earl Liberty · Keith Clark
Studioalbums: Group Sex (1980) · Wild in the Streets (1982) · Golden Shower of Hits (1983) · Wonderful (1985) · VI (1987) · Oddities, Abnormalities and Curiosities (1995)

Overige albums: Group Sex/Wild in the Streets (1986, compilatie) · Gig (1992, live)